# Plac Władysława Reymonta w Łodzi

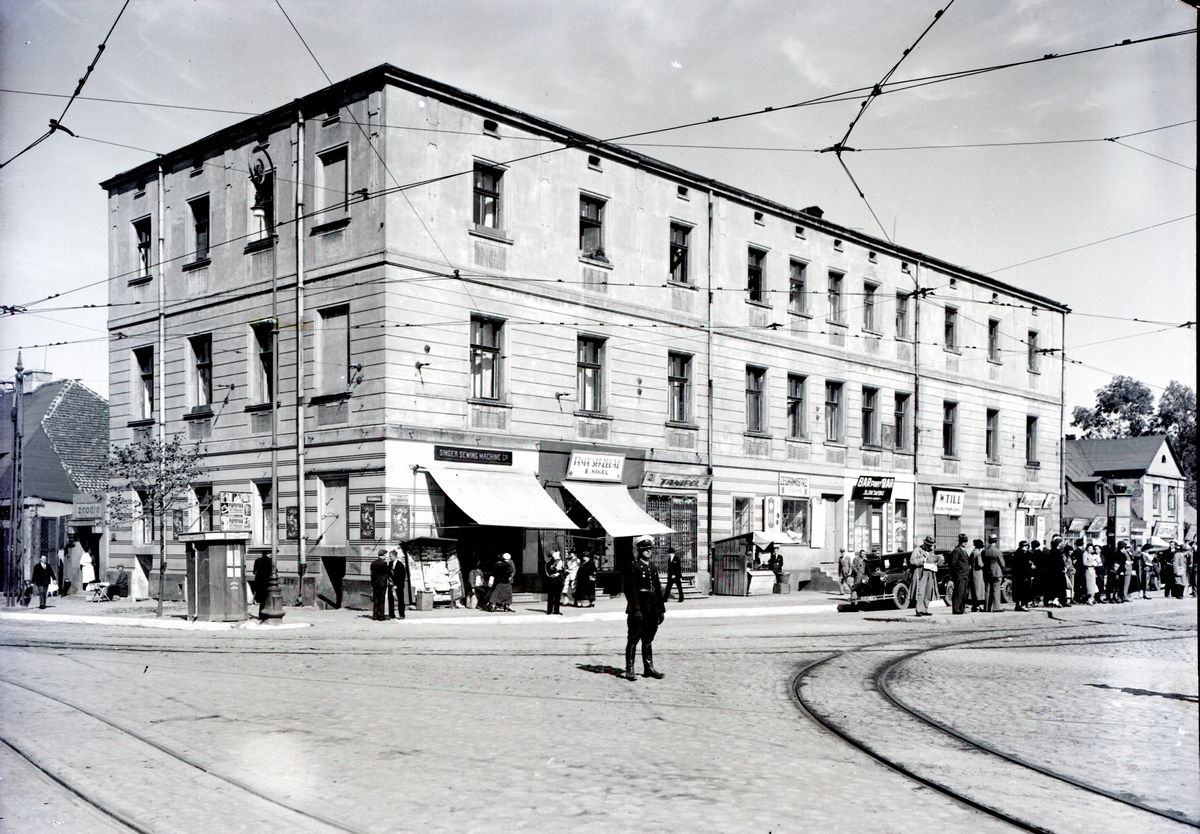
Plac Reymonta w okresie międzywojennym

Plac im. Władysława Reymonta w Łodzi (pierwotnie Górny Rynek) – plac w Łodzi znajdujący się po parzystej stronie ulicy Piotrkowskiej (po numerze 286) w dzielnicy Górna (obszarze Górniak).

## Opis
Placem Reymonta rozpoczynają się ulice: Przybyszewskiego (biegnie na wschód) i Rzgowska (biegnie na południe).
Plac został utworzony jako targowisko w 1825, na skrzyżowaniu dróg, nazwano go wówczas Górnym Rynkiem. Kiedy w pobliżu powstała fabryka oraz pałac Ludwika Geyera, nazwę zmieniono na Rynek Geyera. Po przeprowadzeniu linii tramwajowej plac utracił swoje znaczenie i został przebudowany na skwer. Jego funkcję od 1904 przejął plac Leonarda (dziś pl. Niepodległości).
W 1925, po śmierci Władysława Stanisława Reymonta, plac nazwano jego imieniem. W czasie niemieckiej okupacji przemianowano go na Friesenplatz, a po wojnie przywrócono wcześniejszą nazwę.
W obrębie placu znajdują się punkty handlowo-usługowe, apteka, a także wieżowiec banku Pekao S.A.
Plac jest ważnym węzłem komunikacyjnym, wszystkimi ulicami przyległymi do placu kursują pojazdy łódzkiego MPK.

### Pomnik Władysława Reymonta
We wrześniu 1976 podjęto uchwałę, że z okazji 150-lecia cechu ufundowany zostanie pomnik pisarza. Pomysł zaakceptował Komitet Łódzki Polskiej Zjednoczonej Partii Robotniczej. W następnym roku ogłoszono konkurs na projekt pomnika. Zgłoszono wówczas pięć prac, a wybrano projekt przedstawiony przez Wacława Wołosewicza. Współcześnie, otoczony kwiatami pomnik, do którego prowadzi alejka od ulicy Piotrkowskiej, jest centralnym punktem placu.

## W pobliżu
- Park im. W. Reymonta
- Plac Niepodległości
- Biała Fabryka Geyera
- Dworek Ludwika Geyera przy ulicy Piotrkowskiej 286
- kamienica Jana Starowicza Pod Góralem przy ulicy Piotrkowskiej 292